# 小田原市立下府中小学校
小田原市立下府中小学校（おだわらしりつ しもふなかしょうがっこう）は、神奈川県小田原市酒匂に所在する公立小学校。

## 概要
小田原市東部の中心に位置し、敷地の近くには巡礼街道と呼ばれる道路が通っている。敷地内には生徒の安全な登下校を願うためのカエルの姿をした像「ぶじかえる」が校門脇に建てられているほか、校訓の「友愛」を体現した「友愛の像」が建てられている。体育館内には日本最大級の木刻漢字が2つ飾られており、それぞれ「心」「身」を表している。校庭は以前は土だけであったが、2009年度（平成21年度）より芝生に植え替えられている。

## 沿革
出典
- 1931年（昭和6年）5月 - 千代小学校より分立し、下府中尋常高等小学校と称する。
- 1941年（昭和16年）4月1日 - 国民学校令により、下府中村下府中国民学校に改称。
- 1948年（昭和23年）4月 - 小田原市との合併により、小田原市立下府中小学校と改称する。

## 学校教育目標
出典
未来を創るたくましい子どもの育成

## 通学区域
出典
- 中里
- 鴨宮3番地、4番地の一部、6〜29番地、36〜40番地、129〜143番地、147〜162番地、163番地の一部、164〜233番地、239番地〜252番地、266番地〜286番地、202〜206番地、309〜310番地、666番地の3、666番地の5〜6、666番地の8
- 下新田262〜246番地
- 酒匂926〜944番地、954〜966番地、1,040〜1,055番地、1,122〜1,129番地、1,374〜1,442番地、1,444番地
- 前川1〜245番地、1,580〜1,595番地

## 主な進学先
出典
- 小田原市立鴨宮中学校